# Derszu Uzala (film)
A Derszu Uzala (デルス・ウザーラ; Deruszu Uzára; Hepburn: Derusu Uzāra) 1975-ben bemutatott filmdráma, Kuroszava Akira alkotása. A film Vlagyimir Arszenyjev azonos c. regényének adaptációja.

## Cselekménye
|  | Alább a cselekmény részletei következnek! |

1910-ben egy férfi (később kiderül, hogy Arszenyjev) barátja sírját keresi, de nem találja a gyorsan fejlődő Korfovszkaja település közelében.
1902, Szibéria, Oroszország
Arszenyjev kapitány vezetésével kis katonai csapat érkezik az Usszuri-vidék végtelen erdőségébe, hogy feltérképezzék az addig ismeretlen területeket. Tapasztalt vezető hiányában a csapat nehezen boldogul a civilizációtól távol eső, könyörtelen, vad  vidéken. A erdő mélyén barangoló katonákat a véletlen sodorja össze Derszu Uzalával, a nanáj vadásszal, aki egész életét a vadonban töltötte. Derszu a csapat élére áll és keresztülvezeti őket a szibériai tajgán. Az együtt töltött hónapok során az öreg vadász és Arszenyjev között mély barátság szövődik. Az expedíció végeztével a kapitány és emberei visszatérnek a városba, Derszu pedig otthonába, az erdőbe. 
Arszenyjev 5 évvel később visszatér a vadonba és egy véletlen folytán ismét találkozik Derszuval. A két jóbarát örömmel üdvözli egymást és csakúgy, mint 5 évvel azelőtt, Derszu ismét az expedíció élére áll. Küldetésük közben kiderül, hogy Derszu Uzala látása nagyon meggyengült, ettől kezdve mogorvává válik. Útjuk végén Arszenyjev magával viszi a meggyengült kis öreget a saját házába, a városba, de ő barátja szeretete ellenére sem találja helyét a civilizációban és visszavágyik otthonába, a vadonba. A kapitány nem tudja meggyőzni öreg barátját, hogy maradjon vele, ezért egy puskát ajándékoz neki, Derszu pedig visszatér az erdőbe. Nem sokkal később a város közelében megtalálják Derszu holttestét, de a puskát nem, így feltehetően kirabolták és megölték. Arszenyjev kapitány végső búcsút vesz a barátjától a jeltelen sírnál.
|  | Itt a vége a cselekmény részletezésének! |

## Szereposztás
- Makszim Munzuk – Derszu Uzala (Szabó Ottó)
- Jurij Szolomin – Vlagyimir Arszenyjev kapitány (Bitskey Tibor)
- Szvetlana Danyilcsenko – Arszenyjeva asszony
- Dmitrij Korsikov – Vova, Arszenyjev fia
- Szüjmönkul Csokmorov – Cszsan Bao
- Vlagyimir Kremena – Turtigin
- Alekszandr Pjatkov – Olentyjev

## Díjak, elismerések
- Moszkvai Nemzetközi Filmfesztivál (1975)
  - díj: FIPRESCI-díj
  - díj: Arany-díj
- Oscar-díj (1975)
  - díj: legjobb külföldi film – Kuroszava Akira
- David di Donatello-díj (1977)
  - díj: legjobb rendező (külföldi film) – Kuroszava Akira
  - díj: különdíj a produkcióért
- Filmes Újságírók Olasz Nemzeti Szindikátusa (1977)
  - díj: Ezüst Szalag – legjobb rendező (külföldi film) – Kuroszava Akira
- Mozikritikusok Francia Szindikátusa (1978)
  - díj: legjobb külföldi film – Kuroszava Akira
- Cinema Writers Circle Awards (1977)
  - díj: legjobb művészi és kísérleti film